# José Félix Ribas
José Félix Ribas é um município da Venezuela localizado no estado de Aragua.
A capital do município é a cidade de La Victoria.